# Stegolepis
Stegolepis ist eine Gattung in der Familie der Rapateaceae. Sie ist im nördlichen Südamerika, besonders in Venezuela und im Hochland von Guyana beheimatet. Dort findet sie sich vor allem auf Sandstein-Tepuis.

## Beschreibung
Arten der Gattung Stegolepis sind ausdauernde, krautige Pflanzen. Einige Arten sind Epiphyten, der Großteil lebt terrestrisch. Die größte Art, Stegolepis grandis, kann Wuchshöhen bis zu drei Metern erreichen. Die Sprossachsen sind verdickt (caudiciform) und wenig oder gar nicht verzweigt. Sie sind kurz, häufig zu einer Seite hin stark verdickt und auf der anderen abgeflacht. In der Regel sind sie von abgestorbenen alten Blättern überdeckt. Unterirdisch werden massive Rhizome ausgebildet.
Die Laubblätter sind schmal-lanzettlich und schwertförmig oder grasähnlich. Blattöhrchen fehlen oder sind ausgebildet.
Zur Blütezeit bilden sich mehrere achselständige, bei Stegolepis grandis bis zu drei Meter lange, Langtriebe, an denen eine Vielzahl von spatelförmigen Hochblättern entstehen, die die Blütenstände eng umhüllen. Außer bei den Arten der Untersektion Gleasoninana sind die Hochblätter zu einem schmalen, dünnen, trockenen Häutchen verkümmert. Vorblätter sind vorhanden und überlappen sich, außer bei den Arten der Untersektion Gleasoninana, abgestuft.
Die Kelchblätter sind zu einer kurzen Röhre (Tubus) verwachsen, die Spitzen stehen jedoch vor, bei der Sektion Pauciflora sind sie zurückgebogen. Die Kronblätter sind in eine Fahne und einen Nagel differenziert. Die Nägel bilden eine eng verwachsene Röhre, die Fahne ist in ihrer Form variabel.
Die Blüten haben sechs Staubblätter. Die Staubfäden sind frei, oder häufiger an der Basis verwachsen. Falls zu einer Röhre verwachsen, steht diese frei oder ist mit dem Nagel der Krone verwachsen. Seltener ist er mit dem gegenüberstehenden Kelchblatt oder der Fahne zu einer einfachen Röhre verwachsen.
Die Antheren sind vierlokular. Die verlängerte Basis ist verdickt. Sie öffnen sich endständig mit einer oder zwei Poren. Nach der Öffnung formen die Theken einen haubenähnlichen Fortsatz. Die Pollenkörner sind verlängert und monosulcat, das heißt, sie haben nur eine Keimfurche. Diese reicht über 4/5 der Pollenachse, die 29 bis 43 Mikrometer lang ist. Die Exine ist feingrubig-netzartig.
Jeweils drei verwachsene Fruchtblätter bilden einen oberständigen Fruchtknoten mit zentraler Plazentation verwachsen. Es werden Kapselfrüchte gebildet. Die Samen sind prismen- oder pyramidenförmig. Die Samenschale ist vielfach muldenähnlich vertieft oder geriffelt, und in der Regel von heller Farbe.

## Ökologie
Die Blüten bilden keinen Nektar und werden von Bienen bestäubt (Melittophilie) in Form der Vibrationsbestäubung. In den Blüten von Stegolepis parvipetala finden sich häufig Käfer aus der Überfamilie Curculionoidea. Bei Stegolepis angustata wurde beobachtet, dass die leeren Antheren von Bienen der Familie Halictidae ausgekaut werden.
Den meisten Stegolepis-Arten ist es möglich, zumindest leichte Feuer zu überleben. Die verbrannten Laubblätter werden dann durch neu auswachsende aus dem caudiciformen Stamm ersetzt. Ist der Stängel nicht mehr vorhanden, überlebt die Pflanze häufig in den Rhizomen.

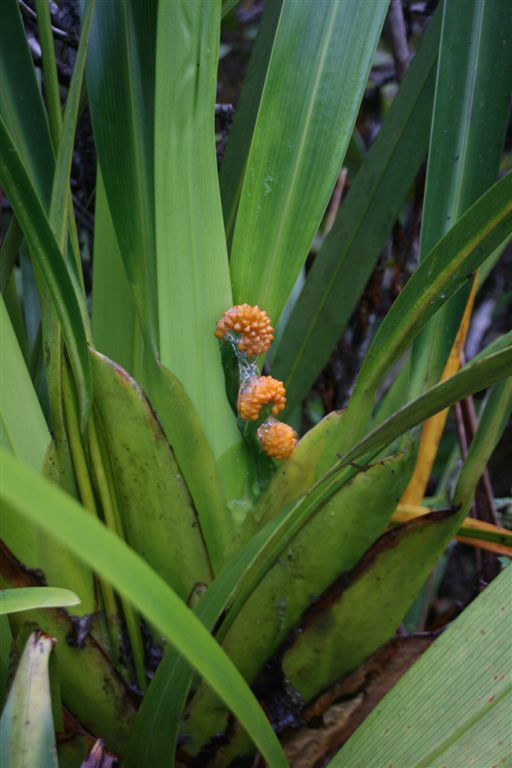
Stegolepis guianensis

## Verbreitung und Standorte
Das Verbreitungsgebiet der Gattung liegt im nördlichen Südamerika und in Panama.
Die Stegolepis-Arten wachsen auf offenen, feuchten und sumpfigen Standorten, häufig auf felsigem Grund. Selten finden sie sich in offenen Wäldern. Standorte finden sich vor allem in mittleren Höhen und in Gebirgen im Hochland von Guayana, vor allem auf Sandstein-Tepuis. Dabei finden sich die meisten Arten endemisch nur auf einem oder wenigen Tepuis, auf denen sich auch selten mehr als eine Art findet.

## Systematik und Evolution
Es ist wahrscheinlich, dass die Gattung Stegolepis vor 12 Millionen Jahren entstand und sich die einzelnen Arten vor 6 Millionen Jahren trennten. Zur Gattung Stegolepis gehören heute 31 Arten, in drei Sektionen. Molekularbiologische Untersuchungen haben jedoch gezeigt, dass die Gattung wahrscheinlich paraphyletisch ist. Vor allem einige Arten aus den Sektionen Pauciflorae und Guianenses scheinen näher mit Arten der Gattungen Amphiphyllum und Marahuacaea verwandt zu sein, als mit Stegolepis-Arten der Sektion  Pungentes. Diese wiederum formen eine polytome Gruppe mit Epidryos. Um Monophylie zu erreichen, müsste die Gattung in drei neue Gattungen aufgetrennt werden. Die verschlungenen Verwandtschaftsverhältnisse zeigt folgendes Kladogramm:
|  | \| \| Stegolepis Sekt. Pauciflorae \| \| \| \| \| \| Stegolepis Sekt. Guianenses \| \| \| \| |
|  |                                                                                              |
|  | Amphiphyllum                                                                                 |
|  |                                                                                              |
|  | Stegolepis Sekt. Pauciflorae                                                                 |
|  |                                                                                              |
|  | Stegolepis Sekt. Guianenses                                                                  |
|  |                                                                                              |

|  | Stegolepis Sekt. Pauciflorae |
|  |                              |
|  | Stegolepis Sekt. Guianenses  |
|  |                              |

|  | \| \| Stegolepis Sekt. Pauciflorae \| \| \| \| \| \| Stegolepis Sekt. Guianenses \| \| \| \| |
|  |                                                                                              |
|  | Amphiphyllum                                                                                 |
|  |                                                                                              |
|  | Stegolepis Sekt. Pauciflorae                                                                 |
|  |                                                                                              |
|  | Stegolepis Sekt. Guianenses                                                                  |
|  |                                                                                              |

|  | Stegolepis Sekt. Pauciflorae |
|  |                              |
|  | Stegolepis Sekt. Guianenses  |
|  |                              |

|  | \| \| Stegolepis Sekt. Pauciflorae \| \| \| \| \| \| Stegolepis Sekt. Guianenses \| \| \| \| |
|  |                                                                                              |
|  | Amphiphyllum                                                                                 |
|  |                                                                                              |
|  | Stegolepis Sekt. Pauciflorae                                                                 |
|  |                                                                                              |
|  | Stegolepis Sekt. Guianenses                                                                  |
|  |                                                                                              |

|  | Stegolepis Sekt. Pauciflorae |
|  |                              |
|  | Stegolepis Sekt. Guianenses  |
|  |                              |

|  | \| \| Stegolepis Sekt. Pauciflorae \| \| \| \| \| \| Stegolepis Sekt. Guianenses \| \| \| \| |
|  |                                                                                              |
|  | Amphiphyllum                                                                                 |
|  |                                                                                              |
|  | Stegolepis Sekt. Pauciflorae                                                                 |
|  |                                                                                              |
|  | Stegolepis Sekt. Guianenses                                                                  |
|  |                                                                                              |

|  | Stegolepis Sekt. Pauciflorae |
|  |                              |
|  | Stegolepis Sekt. Guianenses  |
|  |                              |

Die Systematik der Gattung folgt der Flora von Venezuela:   
- Sektion Stegolepis Maguire
  - Untersektion Stegolepis Maguire
    - Stegolepis choripetala Maguire: Sie kommt im südlichen Venezuela vor.[2]
    - Stegolepis grandis Maguire: Sie kommt im südlichen Venezuela vor.[2]
    - Stegolepis guianensis Klotzsch ex Körn.: Sie kommt vom südöstlichen Venezuela bis Guayana vor.[2]
    - Stegolepis microcephala Maguire: Sie kommt im südlichen Venezuela vor.[2]
    - Stegolepis parvipetala Steyerm.: Sie kommt im venezolanischen Bundesstaat Bolívar vor.[2]

  - Untersektion Ferrugineae 
    - Stegolepis angustata Gleason: Sie kommt vom südöstlichen Venezuela bis Guayana vor.[2]
    - Stegolepis ferruginea Baker: Sie kommt nur in Guayana vor.[2]
    - Stegolepis steyermarkii Maguire: Sie kommt vom südöstlichen Venezuela bis Guayana vor.[2]
    - Stegolepis vivipara Maguire: Sie kommt im venezolanischen Bundesstaat Bolívar vor.[2]
- Sektion Pungentes Maguire 
  - Stegolepis celiae Maguire: Sie kommt im venezolanischen Bundesstaat Bolívar bis Brasilien vor.[2]
  - Stegolepis jauaensis Maguire: Sie kommt im venezolanischen Bundesstaat Bolívar vor.[2]
  - Stegolepis neblinensis Maguire: Sie kommt vom südlichen Venezuela (Sierra de la Neblina) bis zum nördlichen Brasilien vor.[2]
  - Stegolepis ptaritepuiensis Steyerm.: Sie kommt vom südöstlichen Venezuela bis Guayana vor.[2]
  - Stegolepis pungens Gleason: Sie kommt im südlichen Venezuela vor.[2]
  - Stegolepis squarrosa Maguire: Sie kommt im südlichen Venezuela vor.[2]
- Sektion Pauciflorae Maguire 
  - Untersektion Pauciflorae Maguire 
    - Stegolepis breweri Maguire: Sie kommt im südlichen Venezuela vor.[2]
    - Stegolepis cardonae Maguire: Sie kommt im venezolanischen Bundesstaat Bolívar vor.[2]
    - Stegolepis hitchcockii Maguire: Mit zwei Unterarten:
      - Stegolepis hitchcockii subsp. hitchcockii: Sie kommt im südlichen Venezuela vor.[2]
      - Stegolepis hitchcockii subsp. morichensis Maguire: Sie kommt im venezolanischen Bundesstaat Amazonas vor.[2]

    - Stegolepis ligulata Maguire: Sie kommt im venezolanischen Bundesstaat Bolívar vor.[2]
    - Stegolepis linearis Gleason: Sie kommt im venezolanischen Bundesstaat Amazonas vor.[2]
    - Stegolepis membranacea Maguire: Sie kommt im venezolanischen Bundesstaat Amazonas vor.[2]
    - Stegolepis pauciflora Gleason: Sie kommt im südlichen Venezuela vor.[2]
    - Stegolepis pulchella Maguire: Sie kommt im venezolanischen Bundesstaat Amazonas vor.[2]
    - Stegolepis wurdackii Maguire: Mit zwei Unterarten:
      - Stegolepis wurdackii subsp. chimantensis Maguire: Sie kommt im südlichen Venezuela vor.[2]
      - Stegolepis wurdackii subsp. wurdackii: Sie kommt im südlichen Venezuela vor.[2]

  - Untersektion Gleasonianae 
    - Stegolepis gleasoniana Steyerm.: Sie kommt im südlichen Venezuela vor.[2]
    - Stegolepis perligulata Maguire: Sie kommt im venezolanischen Bundesstaat Bolívar vor.[2]

Seit 1982 beschriebene Arten, die keiner Sektion zugeordnet sind, sind:
- Stegolepis albiflora Steyerm.: Sie kommt im südlichen Venezuela vor.[2]
- Stegolepis huberi Steyerm.: Sie kommt im venezolanischen Bundesstaat Bolívar und in Guayana vor.[2]
- Stegolepis humilis Steyerm.: Sie kommt nur in Venezuela vor.[2]
- Stegolepis maguireana Steyerm.: Sie kommt nur im venezolanischen Bundesstaat Bolívar vor.[2]
- Stegolepis terramarensis Steyerm.: Sie kommt im südlichen Venezuela vor.[2]